# Меламкур-Куррі
Меламкур-Куррі (Меламкура, Маламкуркурра) (д/н — 1424 до н. е.) — цар Країни Моря близько 1431—1424 років до н. е. (за іншою хронологією 1464—1460 до н. е.)

## Життєпис
Походив з I династії Країни Моря (відома як II Вавилонська династія). Родинні зв'язки з царем Акуруланна не зрозумілі. Ймовірно, за часів останнього в Країні Моря почалася боротьба за владу. Тривалість панування самого Меламкур-Куррі також є дискусійним питанням: від 4 до 7 років. Про діяльність немає певних згадок.
Йому спадкував Ейягаміль.